# Брюсвили
Брюсвили́ (фр. Brusvily, брет. Bruzivili, галло Brisstaud) — коммуна во Франции, находится в регионе Бретань. Департамент — Кот-д’Армор. Входит в состав кантона Ланвалле. Округ коммуны — Динан.
Код INSEE коммуны — 22021.

## География
Коммуна расположена приблизительно в 340 км к западу от Парижа, в 50 км северо-западнее Ренна, в 50 км к востоку от Сен-Бриё.

## Население
Население коммуны на 2016 год составляло 1 191 человек.
| 1962 | 1968 | 1975 | 1982 | 1990 | 1999 | 2008 | 2016 |
| ---- | ---- | ---- | ---- | ---- | ---- | ---- | ---- |
| 635  | 658  | 677  | 711  | 794  | 794  | 1008 | 1191 |

## Экономика

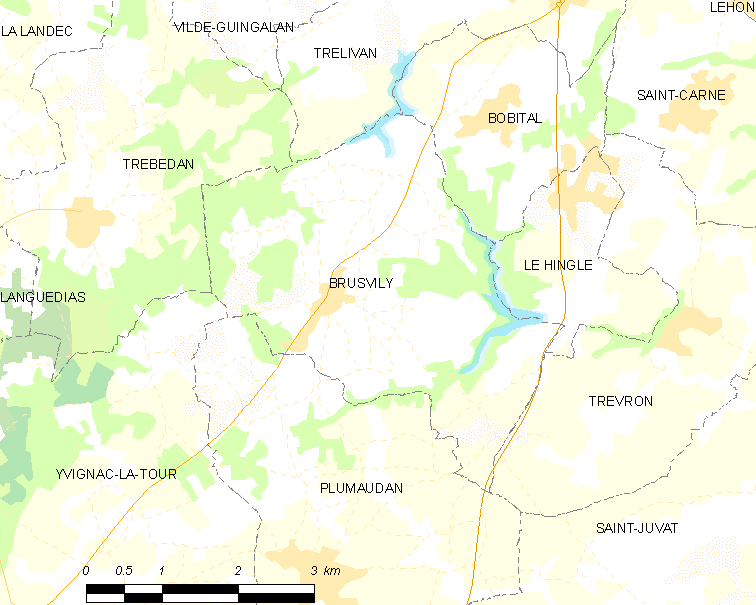
Карта коммуны

В 2007 году среди 613 человек в трудоспособном возрасте (15—64 лет) 460 были экономически активными, 153 — неактивными (показатель активности — 75,0 %, в 1999 году было 66,5 %). Из 460 активных работали 406 человек (223 мужчины и 183 женщины), безработных было 54 (22 мужчины и 32 женщины). Среди 153 неактивных 44 человека были учениками или студентами, 57 — пенсионерами, 52 были неактивными по другим причинам.